# Lovaglás az 1956. évi nyári olimpiai játékokon
Az 1956. évi nyári olimpiai játékokon a lovaglásban hat versenyszámot rendeztek. Melbourne rendezte az olimpiát de Ausztrália lóbevíteli tilalma miatt a lovasversenyeket Stockholm rendezte meg 1956. június 10-e és 17-e között. 29 ország 159 versenyzője vett ezen részt. Lovastusa egyéni és csapatversenyeit csak férfiaknak rendezték, a többi négy szám vegyes kiírású volt férfiaknak és nőknek egyaránt.

## Éremtáblázat
(A rendező ország csapata és a magyar érmesek eltérő háttérszínnel, az egyes számoszlopok legmagasabb értéke, vagy értékei vastagítással kiemelve.)
| Az 1956. évi nyári olimpiai játékok éremtáblázata lovaglásban | Az 1956. évi nyári olimpiai játékok éremtáblázata lovaglásban | Az 1956. évi nyári olimpiai játékok éremtáblázata lovaglásban | Az 1956. évi nyári olimpiai játékok éremtáblázata lovaglásban | Az 1956. évi nyári olimpiai játékok éremtáblázata lovaglásban | Olimpia  |
| ------------------------------------------------------------- | ------------------------------------------------------------- | ------------------------------------------------------------- | ------------------------------------------------------------- | ------------------------------------------------------------- | -------- |
|                                                               | Ország                                                        | Arany                                                         | Ezüst                                                         | Bronz                                                         | Összesen |
| 1.                                                            | Svédország (SWE)                                              | 3                                                             | 0                                                             | 0                                                             | 3        |
| 2.                                                            | Egyesült Német Csapat (EUA)                                   | 2                                                             | 3                                                             | 1                                                             | 6        |
| 3.                                                            | Nagy-Britannia (GBR)                                          | 1                                                             | 0                                                             | 2                                                             | 3        |
|                                                               |                                                               |                                                               |                                                               |                                                               |          |
| 4.                                                            | Olaszország (ITA)                                             | 0                                                             | 2                                                             | 1                                                             | 3        |
| 5.                                                            | Dánia (DEN)                                                   | 0                                                             | 1                                                             | 0                                                             | 1        |
|                                                               |                                                               |                                                               |                                                               |                                                               |          |
| 6.                                                            | Svájc (SUI)                                                   | 0                                                             | 0                                                             | 1                                                             | 1        |
| 6.                                                            | Kanada (CAN)                                                  | 0                                                             | 0                                                             | 1                                                             | 1        |
|                                                               |                                                               |                                                               |                                                               |                                                               |          |
| Összesen                                                      | Összesen                                                      | 6                                                             | 6                                                             | 6                                                             | 18       |

## Érmesek
| Az 1956. évi nyári olimpiai játékok érmesei lovaglásban | | |                                                                                              |
| Versenyszám                                             | Arany | Ezüst | Bronz                                                                                        |
| Díjlovaglás egyéni                                      | Henri Saint Cyr Juli · Svédország (SWE)                                                                       | Lis Hartel Jubilee · Dánia (DEN)                                                                                 | Liselott Linsenhoff Adular · Egyesült Német Csapat (EUA)                                     |
| Díjlovaglás csapat                                      | Svédország (SWE) · Henri Saint Cyr Juli · Gehnäll Persson Knaust · Gustaf Adolf Boltenstern, Jr. Krest        | Egyesült Német Csapat (EUA) · Liselott Linsenhoff Adular · Hannelore Weygand Perkunos · Anneliese Küppers Afrika | Svájc (SUI) · Gottfried Trachsel Kursus · Henri Chammartin Wöhler · Gustav Fischer Vasello   |
| Díjugratás egyéni                                       | Hans Günter Winkler Halla · Egyesült Német Csapat (EUA)                                                       | Raimondo D'Inzeo Merano · Olaszország (ITA)                                                                      | Piero D'Inzeo Uruguay · Olaszország (ITA)                                                    |
| Díjugratás csapat                                       | Egyesült Német Csapat (EUA) · Hans Günter Winkler Halla · Fritz Thiedemann Meteor · August Lütke-Westhues Ala | Olaszország (ITA) · Raimondo D'Inzeo Merano · Piero D'Inzeo and Uruguay · Salvatore Oppes and Pagoro             | Nagy-Britannia (GBR) · Wilfred White Nizefela · Pat Smythe Flanagan · Peter Robeson Scorchin |
| Lovastusa egyéni                                        | Petrus Kastenman Iluster · Svédország (SWE)                                                                   | August Lütke-Westhues Trux von Kamax · Egyesült Német Csapat (EUA)                                               | Francis Weldon Kilbarry · Nagy-Britannia (GBR)                                               |
| Lovastusa csapat                                        | Nagy-Britannia (GBR) · Francis Weldon Kilbarry · Arthur Rook Wild Venture · Bertie Hill Countyman III         | Egyesült Német Csapat (EUA) · August Lütke-Westhues Trux von Kamax · Otto Rothe Sissi · Klaus Wagner Prinzeß     | Kanada (CAN) · John Rumble Cilroy · Jim Elder Colleen · Brian Herbinson Tara                 |

## Részt vevő nemzetek
| - Argentína (ARG) (7) - Ausztrália (AUS) (4) - Ausztria (AUT) (5) - Belgium (BEL) (3) - Brazília (BRA) (3) - Bulgária (BUL) (4) - Dánia (DEN) (6) - Egyesült Államok (USA) (8) - Egyesült Német Csapat (EUA) (9) - Egyiptom (EGY) (3)* |  | - Finnország (FIN) (7) - Franciaország (FRA) (9) - Hollandia (NED) (1)* - Írország (IRL) (6) - Japán (JPN) (2) - Kambodzsa (CAM) (2)* - Kanada (CAN) (4) - Magyarország (HUN) (3) - Nagy-Britannia (GBR) (8) - Norvégia (NOR) (4) |  | - Olaszország (ITA) (6) - Portugália (POR) (7) - Románia (ROU) (6) - Spanyolország (ESP) (6)* - Svédország (SWE) (9) - Svájc (SUI) (9)* - Szovjetunió (URS) (9) - Törökország (TUR) (6) - Venezuela (VEN) (3) |

* – Csak a stockholmi lovasversenyeken részt vevő nemzetek.